# Martyl Langsdorf
Martyl Suzanne Schweig Langsdorf (St. Louis,16 de março de 1917 – Schaumburg, 26 de março de 2013) foi uma artista norte-americana que criou a imagem do Relógio do Juízo Final, para a capa de junho de 1947, do Bulletin of the Atomic Scientists.

## Biografia
Nascida em St. Louis, no Missouri, filha de Aimee Schweig, uma pintora e de Martin Schweig, fotógrafo profissional, formou-se em Artes na Universidade Washington em St. Louis. Em 1941, conheceu o físico nuclear Alexander Langsdorf Jr., que trabalhou no Projeto Manhattan, junto com Enrico Fermi. O casal se mudou para Chicago, em 1943, quando Alexander foi convidado para trabalhar no Argonne National Laboratory, onde tiveram duas filhas, Suzanne (1945) e Alexandra (1947).
Alexander ajudou a fundar o Bulletin of Atomic Scientists, formado pelo comitê de diretores, que ajusta o Relógio do Juízo Final. Eles precisavam de uma arte para a capa do boletim em junho de 1947 e convidou Martyl para criar a capa, a única de sua carreira. Ela se dedicou a pintar temas abstratos, paisagens e murais, como o mural intitulado Wheat Workers para a cidade de Russell, Kansas, completado em 1940.
Muito devotada à arte, pintou quadros que se encontram em vários museus pelos Estados Unidos, além de vários deles estarem em escritórios do governo. Alexander faleceu em Chicago, em 1996 e em seguida ela se mudou para Schaumburg.

## A criação da capa
Havia uma tensão no ar depois dos testes realizados pelo governo norte-americano com a bomba de hidrogênio e havia uma preocupação generalizada com o arsenal nuclear produzido pelos países que despontavam na Guerra Fria. Alexander foi um dos 70 cientistas que assinaram uma petição ao então presidente Harry S. Truman para não usar a bomba atômica. Por isso, quando recebeu o convite e começou a rascunhar a arte da capa do boletim, Martyl pensou em usar a letra U, o símbolo atômico do urânio. Segundo Martyl, seu marido achava incrivelmente desumano soltar uma bomba sobre uma cidade e matar civis.

## Morte
Martyl faleceu em 26 de março de 2013, em Schaumburg, Illinois, por complicações devido uma infecção pulmonar, aos 96 anos.

## Links
- Official website